# HMS Rodney (29)
La corazzata HMS Rodney fu la seconda e ultima nave della classe Nelson, la sola classe di corazzate inglesi ad avere cannoni da 406 mm montati su torrette trinate; tutte le tre torri che costituivano l'armamento principale erano disposte a prua, anziché distribuite a prua e a poppa, com'era in uso allora, caratteristica che rese unico e particolare il profilo di queste unità, oltre a influenzare il loro utilizzo in battaglia.
Prese il nome dall'ammiraglio George Brydges Rodney; fu progettata insieme alla gemella Nelson secondo i criteri del trattato di Washington, e impostata nel 1922 in modo che non superasse le 35 000 tonnellate; tale limite fece sì che le navi della classe Nelson avessero una velocità ridotta e una corazzatura massima limitata solo ai punti vitali.
Costruita nei cantieri navali di Birkenhead, fu varata il 28 dicembre 1922 e prese il mare il 17 dicembre del 1925.
Al tempo della loro costruzione la Rodney e la Nelson erano due tra le più potenti corazzate allora esistenti.

## Storia
Prima dello scoppio della seconda guerra mondiale la Rodney, insieme alla Nelson, dal 1925 al 1939, rimase tutto il tempo in servizio con la Atlantic Fleet o con la Home Fleet.
Nel settembre del 1931 tutti gli equipaggi delle due navi presero parte all'Ammutinamento di Invergordon. Nel tardo settembre del 1939 la Rodney rimase in porto a causa di alcuni problemi al timone.
Il 9 aprile del 1940 a Karmøy, vicino a Bergen, fu danneggiata da un aereo tedesco che sganciò una bomba da 500 kg che attraversò il ponte corazzato senza esplodere.
Il 13 settembre del 1940 la Rodney fu trasferita da Scapa Flow a Rosyth con l'ordine di operare nella Manica quando l'invasione tedesca sembrava ormai certa (Operazione Seelöwe).
Per tutto novembre e dicembre venne impiegata come scorta ai convogli che andavano da Halifax, Nuova Scozia, all'Inghilterra. Nel gennaio del 1941 partecipò ad un tentativo senza successo di affondare gli incrociatori da battaglia tedeschi Scharnhorst e Gneisenau. Tuttavia il 16 marzo, mentre scortava un convoglio nel Nord Atlantico, incrociò i due incrociatori, ma non ne seguì uno scontro poiché la due navi tedesche si diedero prontamente alla fuga non appena capirono di essere in svantaggio a causa della superiore potenza di fuoco della corazzata britannica.

### La caccia alla Bismarck
Nel marzo 1941 la Rodney, comandata dal capitano Dalrymple-Hamilton, stava scortando insieme a due cacciatorpediniere il trasporto truppe MV Britannic in Canada; il Britannic trasportava civili in Canada e avrebbe successivamente trasportato truppe canadesi in Gran Bretagna. Fu durante questo viaggio che, il 24 maggio, le venne ordinato di partecipare alla caccia alla corazzata tedesca Bismarck.
Il 26 maggio raggiunse la King George V, ma l'ammiraglio Sir John Tovey dovette ritirare i cacciatorpediniere, poiché erano a corto di carburante.
Il giorno dopo, il 27 maggio 1941, durante la mattinata la Rodney e la King George V vennero raggiunte dagli incrociatori Norfolk e Dorsetshire; poco dopo le navi britanniche attaccarono la corazzata tedesca, impossibilitata a manovrare a causa di un siluro lanciato da un aerosilurante Fairey Swordfish decollato dalla portaerei Ark Royal e quindi un facile bersaglio. Dopo che i cannoni della corazzata nemica furono messi fuori uso, la Rodney accorciò le distanze continuando a sparare alla grande nave ormai ridotta ad un ammasso di ferro. Si contarono almeno 16 colpi della Rodney andati a segno, la quale, tuttavia, poco dopo dovette rompere la formazione e ritirarsi perché a corto di carburante, ma ebbe il tempo di lanciare due siluri, di cui uno sembra sia andato a segno: si tratta dell'unico caso nella storia in cui una corazzata ne silurò un'altra. La Rodney lasciò quindi il compito al Dorsetshire, il quale lanciò quattro siluri che colpirono in pieno la Bismarck; nonostante ciò non è chiaro come la nave tedesca sia affondata, se per i siluri oppure perché era stato ordinato all'equipaggio di autoaffondare la corazzata.

### La Forza H
Dopo un periodo di riparazione a Boston, Massachusetts per problemi al motore, fu dispiegata a Gibilterra per scortare i convogli diretti a Malta. Dopodiché, a novembre, ritornò in Inghilterra e poi fu dispiegata in Groenlandia per un mese. Infine ritornò in Inghilterra per effettuare alcune riparazioni, e vi rimase fino al maggio del 1942. Dopo le riparazioni tornò a prestare servizio nella Forza H e prese parte alla battaglia di mezzo agosto e all'Operazione Torch l'invasione dell'Africa nordoccidentale e allo sbarco in Sicilia e a Salerno. Dal marzo 1943 tornò nella Home Fleet e prese parte allo Sbarco in Normandia il 6 giugno 1944 con il compito di coprire la forza d'invasione bombardando le fortificazioni tedesche a Caen e a Alderney. Dal settembre 1944 svolse prevalentemente la funzione di nave-scorta per i convogli.
Durante tutta la guerra la HMS Rodney percorse in tutto 156.000 miglia nautiche, senza però propulsori adatti, il che spiega i suoi continui guasti ai motori, che la costrinsero per lungo tempo in porto. Dopo la guerra fu ancorata a Scapa Flow e vi rimase fino al febbraio 1948. Dopodiché, il 26 marzo 1948, a Inverkeithing iniziò il suo smantellamento.